# Ночь игуаны
«Ночь игуаны» (англ. The Night of the Iguana) — пьеса в трёх действиях американского драматурга Теннесси Уильямса, основанная на его же рассказе 1948 года. Премьера состоялась на Бродвее в 1961 году. В 1964 году пьеса была экранизирована Джоном Хьюстоном (в главной роли — Ричард Бёртон).

## Сюжет
Преподобный Епископальной церкви Лоуренс Шеннон, лишенный сана из-за обвинения в растлении юной учительницы воскресной школы, работает гидом в Мексике. Возглавляя туристическую группу из баптистского женского колледжа, ему трудно противостоять влечению к Шарлотте Гуделл, 17-летней ученице лидера группы Джудит Феллоуз. Когда Феллоуз клянется разрушить его карьеру, Шеннон в поисках душевного покоя отвозит группу в отель «Коста Верде», принадлежавший его единственному другу Фреду, но узнаёт, что тот умер, и отелем теперь владеет его вдова Мэксин Фолк, сама влюблённая в Шеннона. Здесь же Шеннон встречает странствующую художницу Ханну Джелкс и её деда — 97-летнего поэта. Эта встреча дает ему последнюю надежду на мир с самим собой. 
Ночь, которую переживает в отеле Шеннон, «ночь игуаны», становится для него фатальной, его давние привычки достигают апогея. Шеннон метафорически сравнивается с игуаной, пойманной помощниками Мэксин: как и она, Шеннон доходит до конца натянутой верёвки, но никак не может вырваться. Он переживает очередной нервный срыв.
Дед Ханны заканчивает свой magnum opus и скоропостижно умирает.  Одинокая Ханна отправляется в странствие, а Шеннон и Мэксин остаются управлять гостиницей.

## Постановки
- 1961, 28 декабря — Ройял-театр. Режиссёр Фрэнк Кассаро. Шэннон — Патрик О'Нил, Мэксин — Бетт Дейвис, Ханна — Маргарет Лейтон. Спектакль выдержал 316 представлений.
- 1976 — The Circle in the Square Theatre. В ролях: Шэннон — Ричард Чемберлен, Мэксин — Сильвия Майлс, Ханна — Дороти Макгуайр.
- 1988 — The Circle in the Square Theatre. Шэннон — Николас Сурови (англ. Surovy), Мэксин — Мария Туччи, Ханна — Джейн Александер.
- 1989, 3 июня — Малый театр. Режиссёры Томас Манн (США), Александр Шуйский. Шэннон — Виталий Соломин, Мэксин — Светлана Аманова, Ханна — Людмила Титова, Джонатан Коффин – Евгений Самойлов, Джудит Феллоуз – Генриэтта Егорова, Шарлотта Гуделл – Ирина Тельпугова, Хэнк – Алексей Кудинович, Джейк Лэтта – Александр Потапов, Педро – Валерий Носач, Панчо – Сергей Вещёв, Герр Фаренкопф – Валентин Ткаченко, Фрау Фаренкопф – Надежда Корункова, Хильда – Ольга Кузнецова, Вольфганг – Кирилл Дёмин.
- 1994 — Гудмэн-театр (Чикаго).
- 1996 — Режиссёр Роберт Фоллс (Falls); Шэннон — Уильям Петерсен, Мэксин — Марша Мейсон / Синтия Бэйкер, Ханна — Черри Джонс. (На основе чикагской постановки).
- 1992 — Королевский Национальный театр (Лондон). Режиссёр Ричард Айер. Шэннон — Альфред Молина, Мэксин — Фрэнсис Барбер, Ханна — Айлин Эткинс.
- 2006 — Лирик-театр (Лондон). Шэннон — Вуди Харрелсон, Мэксин — Клэр Хиггинс, Ханна — Дженни Сигроув (англ. Seagrove).
- 2001 — Театр имени Е. Вахтангова. Постановка Сергея Яшина. Шэннон — Евгений Князев, Мэксин — Марина Есипенко, Ханна — Нонна Гришаева, Джонатан Коффин — Михаил Ульянов, Александр Граве[1]